# Klaas Schipper
Klaas Schipper (Groningen, 1910. december 2. – Groningen, 1961. július 19.) holland nemzetközi labdarúgó-játékvezető. Polgári foglalkozása könyvelő.

## Pályafutása

### Nemzeti játékvezetés
A játékvezetésből 1927-ben vizsgázott, 1935-ben lett az I. Liga játékvezetője. Az aktív nemzeti játékvezetéstől 1959-ben vonult vissza.

### Nemzetközi játékvezetés
A Holland labdarúgó-szövetség Játékvezető Bizottsága (JB) terjesztette fel nemzetközi játékvezetőnek, a Nemzetközi Labdarúgó-szövetség (FIFA) 1947-től tartotta nyilván bírói keretében. Több nemzetek közötti válogatott és klubmérkőzést vezetett, vagy működő társának partbíróként segített. A holland nemzetközi játékvezetők rangsorában, a világbajnokság-Európa-bajnokság sorrendjében többedmagával a 22. helyet foglalja el 2 találkozó szolgálatával. Az aktív nemzetközi játékvezetéstől 1958-ban a FIFA 45 éves korhatárát elérve búcsúzott. Válogatott mérkőzéseinek száma: 9.

#### Világbajnokság
A világbajnoki döntőhöz vezető úton Svájcba az V., az 1954-es labdarúgó-világbajnokságra és Svédországba a VI., az 1958-as labdarúgó-világbajnokságra a FIFA JB bíróként alkalmazta.

##### 1954-es labdarúgó-világbajnokság
| Időpont          | Helyszín                   | Mérkőzés típusa           | Mérkőzés           | Eredmény |
| ---------------- | -------------------------- | ------------------------- | ------------------ | -------- |
| 1953. október 8. | Központi Stadion, Brüsszel | előselejtező (2. csoport) | Belgium–Svédország | 2 : 0    |

##### 1958-as labdarúgó-világbajnokság
| Időpont           | Helyszín                      | Mérkőzés típusa                  | Mérkőzés     | Eredmény | Nézők száma |
| ----------------- | ----------------------------- | -------------------------------- | ------------ | -------- | ----------- |
| 1967. október 28. | Marcel Saupin Stadion, Nantes | UEFA/AFC rájátszás (2. mérkőzés) | Wales–Izrael | 2 : 0    | 30 000      |

#### Olimpiai játékok
Az 1948. évi nyári olimpiai játékok labdarúgó tornáját, ahol a FIFA JB partbírói szolgálatra alkalmazta. A kor elvárása szerint az egyes számú partbíró játékvezetői sérülésnél átvette a mérkőzés vezetését. Partbíróként egy mérkőzésre, egyes pozícióban kapott küldést.
| Időpont         | Helyszín                   | Mérkőzés típusa | Mérkőzés              | Játékvezető    | Eredmény | Nézők száma |
| --------------- | -------------------------- | --------------- | --------------------- | -------------- | -------- | ----------- |
| 1948. június 6. | Goldstone Ground, Brighton | selejtező       | Luxemburg–Afganisztán | A. C. Williams | 6 – 0    | 5000        |

## Magyar vonatkozás
| Időpont          | Helyszín               | Mérkőzés típusa          | Mérkőzés                | Eredmény | Nézők száma |
| ---------------- | ---------------------- | ------------------------ | ----------------------- | -------- | ----------- |
| 1957. június 16. | Råsunda Stadion, Solna | 336. válogatott mérkőzés | Svédország–Magyarország | 0 : 0    | 33 000      |

## Külső hivatkozások
- Klaas Schipper. World Referee. [2012. szeptember 30-i dátummal az eredetiből archiválva]. (Hozzáférés: 2012. november 24.)
- Klaas Schipper. footballzz.com. (Hozzáférés: 2012. november 24.)
- Klaas Schipper. footballdatabase.eu. (Hozzáférés: 2012. november 24.)
- Klaas Schipper. scoreshelf.com. [2015. október 2-i dátummal az eredetiből archiválva]. (Hozzáférés: 2012. november 24.)
- Klaas Schipper. eu-football.info. (Hozzáférés: 2012. november 24.)
- Klaas Schipper. worldfootball.net. (Hozzáférés: 2012. november 24.)